# Григорян, Григорий Макарович
Григорий Макарович Григорян (15 [27] июля 1878, Шуша, Елисаветпольская губерния — 1966, Москва) — русский советский учёный и педагог в области транспорта и хранения нефти и нефтепродуктов, а также техники безопасности в нефтегазовой отрасли промышленности.

## Биография
- 15 (27) июля 1878 — в г. Шуша Елисаветпольской губернии (Нагорный Карабах) в семье служащего родился Григорий Макарович Григорян (Крикор Маркорович Крикорянц).
- 1897 — Окончил Шушинское реальное училище.
- 1898—1903 — Учёба на механическом отделении Харьковского технологического института.
- 1903-1916 — Помощник управляющего нефтепромыслами  АО «И. Н. Тер-Акопов» и АО «РУНО».
- 1916—1918 — Управляющий нефтепромыслами АО «А. И. Манташев и К°».
- 1918—1919 — Заведующий отделом и председатель Технического совета Астраханского губсовнархоза.
- 1919—1922 — Заведующий отделом Киевского губсовнархоза.
- 1922—1930 — Начальник технического отдела Центрального управления по снабжению нефтяной промышленности (Москва); заведующий отделом в Нефтесиндикате; председатель Правления нефтяной подсекции Всероссийской ассоциации инженеров
- 1924—1930 — Преподавание (по совместительству) в Институте народного хозяйства им Г. В. Плеханова
- 1930—1938 — Работа в Союзнефти, Главнефти, Главнефтесбыче
- 1931—1938 — Работа консультантом (по совместительству) в Московском нефтяном институте.
- 1938—1941 — доцент кафедры транспорта и хранения нефти МНИ.
- 1940 — Защита диссертации «Подогрев нефтяных продуктов» на соискание ученой степени кандидата технических наук.
- 1941—1943 — Эвакуация на Северный Кавказ.
- 1943—1951 — доцент кафедры транспорта и хранения нефти МИИ им. И. М. Губкина.
- 1946—1952 — Работа (по совместительству) консультантом во Всесоюзной конторе «Техрацнефть», затем старшим научным сотрудником института ВНИИТнефть.
- 1947 — Выход книги «Подогрев нефтяных продуктов» (соавтор В. И. Черникин).
- 1949 — Защита диссертации «Пути усовершенствования железнодорожного транспорта и спина вязких и высокозастывающих нефтепродуктов» на соискание ученой степени доктора технических наук.
- 1951 — Утвержден Высшей аттестационной комиссией в ученом звании профессора.
- 1952—1953 — Исполнение обязанностей заведующего кафедрой «Техника безопасности и противопожарная техника».
- 1953—1960 — Заведующий кафедрой «Техника безопасности».
- 1956 — Выход из печати учебника «Техника безопасности и противопожарная техника в нефтяной промышленности».
- 1960—1961 — Профессор кафедры «Техника безопасности» МИНХ и ГП.
- 1966 — В Москве скончался доктор технических наук, профессор Григорий Макарович Григорян. Похоронен на Армянском кладбище.

## Научно-производственные и общественные достижения
Автор 50 научных работ, а также учебников по технике безопасности и противопожарной технике в нефтяной промышленности.
- Пути усовершенствования железнодорожного транспорта и слива вязких и высокозастывающих нефтепродуктов : автореферат диссертации на соискание ученой степени доктора технических наук / Григорий Макарович Григорян; [Моск. нефт. ин-т им. И. М. Губкина]. — Москва, 1949
- Техника безопасности и противопожарная техника в нефтяной промышленности : учебное пособие для вузов / Г. М. Григорян [и др.]. — Москва: Гостоптехиздат, 1956

Публикации в журнале «Нефтяное хозяйство»:
- Григорян Г. М. (Москва). Заварка каверн в днищах резервуаров // журнал Нефтяное хозяйство. 1938, Сентябрь
- Григорян Г. М. (Москва). Транспорт и хранение высоковязких крекинг-мазутов и тяжелых моторных топлив // журнал Нефтяное хозяйство. 1938, Февраль
- Григорян Г. М. Паро-дутьевые вихревые форсунки // журнал Нефтяное хозяйство. 1927, Май
- Григорян Г. М. К вопросу о политике цен на топливо // журнал Нефтяное хозяйство. 1926, Июнь
- Григорян Г. М. (Москва). Применение парафинистых мазутов на железных дорогах // журнал Нефтяное хозяйство.1925, Сентябрь
- Григорян Г. М. Деятельность Нефтяной подсекции ВАИ за время с 1 октября 1923 по 1 октября 1924 г. // журнал Нефтяное хозяйство. 1925, Февраль
- Григорян Г. О задачах Нефтяной подсекции Всероссийской ассоциации инженеров // журнал Нефтяное хозяйство. 1923, Июнь

## Ученые степени и звания
- профессор (1951)
- доктор технических наук (1949)